# Asienspiele 2014/Karate
Bei den Asienspielen 2014 in Incheon, Südkorea wurden vom 2. bis 4. Oktober 2014 13 Wettbewerbe im Karate ausgetragen, 6 für Damen und 7 für Herren, davon jeweils ein Katawettkampf.

## Herren

### Kata
| Platz | Land | Athlet                             |
| ----- | ---- | ---------------------------------- |
| 1     | MAS  | Lim Chee Wei                       |
| 2     | INA  | Fidelys Lolobua                    |
| 3     | JPN  | Issei Shimbaba                     |
| 3     | UAE  | Marwan Abdullah Murad Ahm Almaazmi |

Der Wettbewerb wurde am 2. Oktober ausgetragen.

### Bis 55kg
| Platz | Land | Athlet                      |
| ----- | ---- | --------------------------- |
| 1     | KAZ  | Andrey Aktauov              |
| 2     | KSA  | Abdullah Imubarak B Alharbi |
| 3     | CHN  | Sun Jingchao                |
| 3     | MAS  | Senthil Kumaran Silvarajoo  |

Der Wettbewerb wurde am 3. Oktober ausgetragen.

### Bis 60kg
| Platz | Land | Athlet                 |
| ----- | ---- | ---------------------- |
| 1     | IRI  | Amir Madhi Zadeh       |
| 2     | JOR  | Abdelrahman Al-Masatfa |
| 3     | KOR  | Lee Jihwan             |
| 3     | VIE  | Nguyen Thanh Duy       |

Der Wettbewerb wurde am 3. Oktober ausgetragen.

### Bis 67kg
| Platz | Land | Athlet            |
| ----- | ---- | ----------------- |
| 1     | JPN  | Hiroto Shinohara  |
| 2     | KAZ  | Rinat Sagandykov  |
| 3     | KOR  | Kim Dowon         |
| 3     | KUW  | Abdulaziz Ali H A |

Der Wettbewerb wurde am 2. Oktober ausgetragen.

### Bis 75kg
| Platz | Land | Athlet                        |
| ----- | ---- | ----------------------------- |
| 1     | IRI  | Saeid Hassanipour Sefatazgomi |
| 2     | HKG  | Lee Ka Wai                    |
| 3     | THA  | Songvut Muntaen               |
| 3     | UZB  | Gofurjon Zokhidov             |

Der Wettbewerb wurde am 2. Oktober ausgetragen.

### Bis 84kg
| Platz | Land | Athlet              |
| ----- | ---- | ------------------- |
| 1     | JPN  | Ryūtarō Araga       |
| 2     | KUW  | Alnweam Hadad F F M |
| 3     | KOR  | Jang Minsoo         |
| 3     | UZB  | Shakhboz Akhatov    |

Der Wettbewerb wurde am 4. Oktober ausgetragen.

### Ab 84kg
| Platz | Land | Athlet                    |
| ----- | ---- | ------------------------- |
| 1     | KUW  | Almutairi Rasheed F M F S |
| 2     | JPN  | Hideyoshi Kagawa          |
| 3     | KAZ  | Khalid Khalidov           |
| 3     | LAO  | Sengpheng Duangvilai      |

Der Wettbewerb wurde am 4. Oktober ausgetragen.

## Damen

### Kata
| Platz | Land | Athlet            |
| ----- | ---- | ----------------- |
| 1     | JPN  | Kiyou Shimizu     |
| 2     | VIE  | Nguyen Hoang Ngan |
| 3     | MAC  | Cheung Pui Si     |
| 3     | NEP  | Bimala Tamang     |

Der Wettbewerb wurde am 2. Oktober ausgetragen.

### Bis 50kg
| Platz | Land | Athlet               |
| ----- | ---- | -------------------- |
| 1     | TPE  | Ku Tsui Ping         |
| 2     | KAZ  | Yekaterina Khupovets |
| 3     | IRI  | Nasrin Dousti        |
| 3     | KOR  | Jang Soyoung         |

Der Wettbewerb wurde am 4. Oktober ausgetragen.

### Bis 55kg
| Platz | Land | Athlet           |
| ----- | ---- | ---------------- |
| 1     | TPE  | Wen Tzu-yun      |
| 2     | KAZ  | Sabina Zakharova |
| 3     | JPN  | Miki Kobayashi   |
| 3     | PHI  | Mae Soriano      |

Der Wettbewerb wurde am 3. Oktober ausgetragen.

### Bis 61kg
| Platz | Land | Athlet               |
| ----- | ---- | -------------------- |
| 1     | MAS  | Syakilla Salni Binti |
| 2     | UZB  | Barno Mirzaeva       |
| 3     | CHN  | Yin Xiaoyan          |
| 3     | IRI  | Fatemeh Chalaki      |

Der Wettbewerb wurde am 3. Oktober ausgetragen.

### Bis 68kg
| Platz | Land | Athlet                 |
| ----- | ---- | ---------------------- |
| 1     | KAZ  | Guzaliya Gafurova      |
| 2     | CHN  | Tang Lingling          |
| 3     | MAS  | Shree Sharmini Segaran |
| 3     | TPE  | Chao Jou               |

Der Wettbewerb wurde am 3. Oktober ausgetragen.

### Ab 68kg
| Platz | Land | Athlet                        |
| ----- | ---- | ----------------------------- |
| 1     | IRI  | Hamideh Abbasali              |
| 2     | CHN  | Zeng Cuilan                   |
| 3     | JPN  | Ayumi Uekusa                  |
| 3     | MAC  | Paula Cristina Pereira Carion |

Der Wettbewerb wurde am 2. Oktober ausgetragen.

## Medaillenspiegel
| Platz  | Land                         | Gold | Silber | Bronze | Gesamt |
| ------ | ---------------------------- | ---- | ------ | ------ | ------ |
| 1      | Japan                        | 3    | 1      | 3      | 7      |
| 2      | Iran                         | 3    | -      | 2      | 5      |
| 3      | Kasachstan                   | 2    | 3      | 1      | 10     |
| 4      | Malaysia                     | 2    | -      | 2      | 4      |
| 5      | Chinesisch Taipeh            | 2    | -      | 1      | 3      |
| 6      | Kuwait                       | 1    | 1      | 1      | 3      |
| 7      | Volksrepublik China          | -    | 2      | 2      | 4      |
| 8      | Usbekistan                   | –    | 1      | 2      | 3      |
| 9      | Vietnam                      | –    | 1      | 1      | 2      |
| 10     | Hongkong                     | –    | 1      | -      | 1      |
| 10     | Indonesien                   | –    | 1      | -      | 1      |
| 10     | Jordanien                    | –    | 1      | -      | 1      |
| 10     | Saudi-Arabien                | –    | 1      | -      | 1      |
| 14     | Südkorea                     | –    | -      | 4      | 4      |
| 15     | Macau                        | –    | -      | 2      | 2      |
| 16     | Laos                         | –    | -      | 1      | 1      |
| 16     | Nepal                        | –    | -      | 1      | 1      |
| 16     | Philippinen                  | –    | -      | 1      | 1      |
| 16     | Thailand                     | –    | -      | 1      | 1      |
| 16     | Vereinigte Arabische Emirate | –    | -      | 1      | 1      |
| Gesamt | Gesamt                       | 13   | 13     | 26     | 52     |